# Mirosław (król Chorwacji)
Mirosław (właściwie Miroslav; zm. 949) – król Chorwacji z dynastii Trpimirowiczów w latach 945-949.
Był synem Krzesimira I. O jego panowaniu zachowało się bardzo niewiele informacji - wiadomo, że za jego rządów Chorwacja stanowiła znaczną siłę militarną w regionie. Administrando Imperio cesarza Konstantyna VII Porfirogenety wspomina o nim tylko jako o władcy kraju Chrobatiæ, określonym jako Mirosthlabus filius (Mirosław, syn Krzesimira). Według tejże kroniki panował tylko przez cztery lata.
Po śmierci Krzesimira I wybuchła bratobójcza wojna pomiędzy Mirosławem a jego bratem Michałem Krzesimirem II, która była zgubna dla Chorwacji. Podczas walk kraj utracił na rzecz Narentanów Vis i Lastovo, a serbski władca Czasław Klonimirović wzmocnił granicę na rzece Vrbas i uzyskał część Bośni. Wenecjanom przypadła w udziale część wysp na Adriatyku.
Nieznany jest faktyczny zakres władzy Mirosława, ale wiadomo, że jego wrogiem był ban Pribina (władcę regionów Lika, Krbava koło Udbiny i Gacka, zamieszkiwana przez Gadczan). To on na rozkaz Michała Krzesimira II zabił w 949 roku władcę. Prawdopodobnie nie pozostawił po sobie męskich potomków, gdyż nikt taki ubiegał się o odzyskanie władzy.